# Sidi Hajjaj
Sidi Hajjaj (franska: Sidi Hajjaj (CR), Sidi Hajjaj (Commune Rurale), arabiska: سيدي الذهبي) är en kommun i Marocko.   Den ligger i provinsen Settat och regionen Casablanca-Settat, i den norra delen av landet, 130 km söder om huvudstaden Rabat. Antalet invånare är 18 687.